# Semiramida

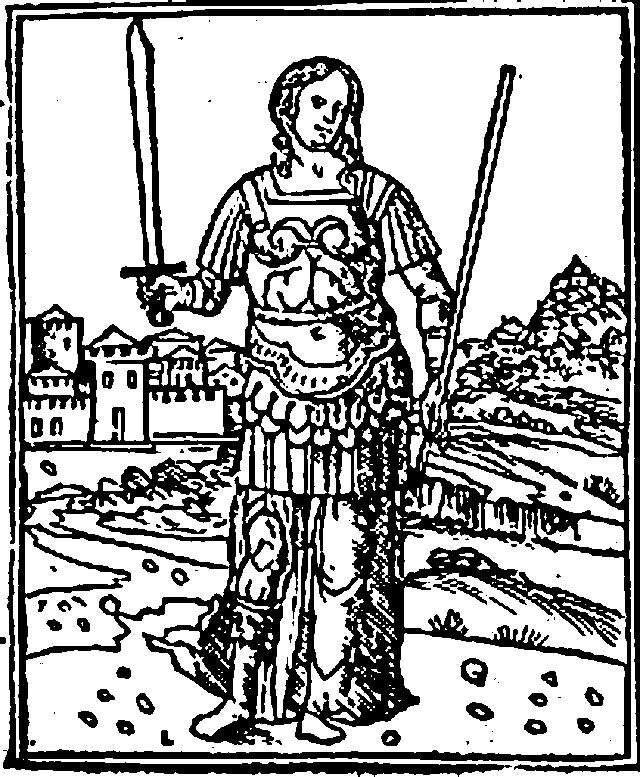
Semiramida, o figură legendară bazată pe viața lui Shammu-ramat, descrisă ca o amazoană înarmată într-o ilustrație italiană din secolul al XVIII-lea

Semiramida (/səˈmɪrəmɪs, sɪ-, sɛ-/; în siriacă Šammīrām, în armeană Šamiram, în arabă Samīrāmīs) a fost soția lidian-babiloniană  legendară  a lui Onnes⁠(d) și a lui Ninus⁠(d), care i-a succedat acestuia din urmă pe tronul Asiriei, conform lui Moise de Corene. Legendele povestite de Diodorus Siculus, care s-a inspirat în primul rând din lucrările lui Ctesias din Cnidus,  o descriu pe ea și relațiile ei cu Onnes și regele Ninus.
Armenii și asirienii din Irak, nord-estul Siriei, sud-estul Turciei și nord-vestul Iranului încă folosesc Shamiram ca nume dat pentru fete.
Sammu-ramat cea reală și istorică, forma originală akkadiană a numelui, a fost soția asiriană a lui Shamshi-Adad al V-lea (care a condus între 824 î.Hr.–811 î.Hr.). Ea a condus Imperiul Neo-Asirian ca regent al acestuia timp de cinci ani, înainte ca fiul ei Adad-nirari al III-lea să devină major și să preia frâiele puterii. Ea a condus într-o perioadă de incertitudine politică, ceea ce poate explica parțial de ce asirienii ar fi acceptat domnia unei femei atunci când acest lucru nu era permis de tradiția lor culturală. Ea a cucerit o mare parte din Orientul Mijlociu și Levant, a stabilizat și întărit imperiul după un război civil distructiv. S-a speculat că fiind o femeie care a condus cu succes poate i-a făcut pe asirieni să o privească cu o reverență deosebită și că realizările ei ar fi putut fi repovestite de-a lungul generațiilor până când a fost transformată treptat într-o figură legendară.
Numele de Semiramida a ajuns să fie aplicat diferitelor monumente din Asia de Vest și Anatolia ale căror origini fuseseră uitate sau necunoscute, chiar și Inscripției de la Behistun a lui Darius.  Herodot îi atribuie malurile artificiale care închideau Eufratul. El știa numele ei pentru că era înscris pe o poartă a Babilonului. Diverse locuri din Mesopotamia, Media, Persia, Levant, Anatolia, Peninsula Arabă și Caucaz au primit nume care amintesc de Semiramida.